# Nobuyo Fujishiro
Nobuyo Fujishiro (藤代 伸世, Fujishiro Nobuyo) est un footballeur japonais né le 25 janvier 1960 dans la préfecture de Chiba au Japon.